# Мадрид, Хуан
Хуа́н Мадри́д (исп. Juan Madrid; род. 12 июня 1947, Малага) — испанский писатель, журналист и сценарист. Автор более сорока романов, которые были переведены на 16 языков мира.

## Биография
Хуан Мадрид учился в Мадриде и Саламанке. Пришёл в журналистику в 1973 году, работал редактором в нескольких испанских газетах. Первый роман Мадрида «Поцелуй друга» был опубликован в 1980 году.
По роману Хуана Мадрида режиссёр Иманол Урибе снял фильм «Считанные дни», в главных ролях которого снялись Хавьер Бардем и Кармело Гомес. Хуан Мадрид также работает на телевидении и является сценаристом нескольких телевизионных сериалов. Выступил режиссёром фильма «Танжер» (2004), который снял по собственному сценарию.

## Публикации на русском языке
- Считанные дни. Издательство «Флюид». 2008
- Прощай, принцесса. Издательство «Астрель». 2010